# Odontocera zeteki
Odontocera zeteki là một loài bọ cánh cứng trong họ Cerambycidae.